# Highwood (fiume)
L'Highwood  è un fiume del Canada lungo circa 170 chilometri. Nasce in Alberta sulle Montagne Rocciose Canadesi e, dopo aver, attraversato il centro abitato di High River, confluisce nel fiume Bow.